# Gustav Richard Lambert

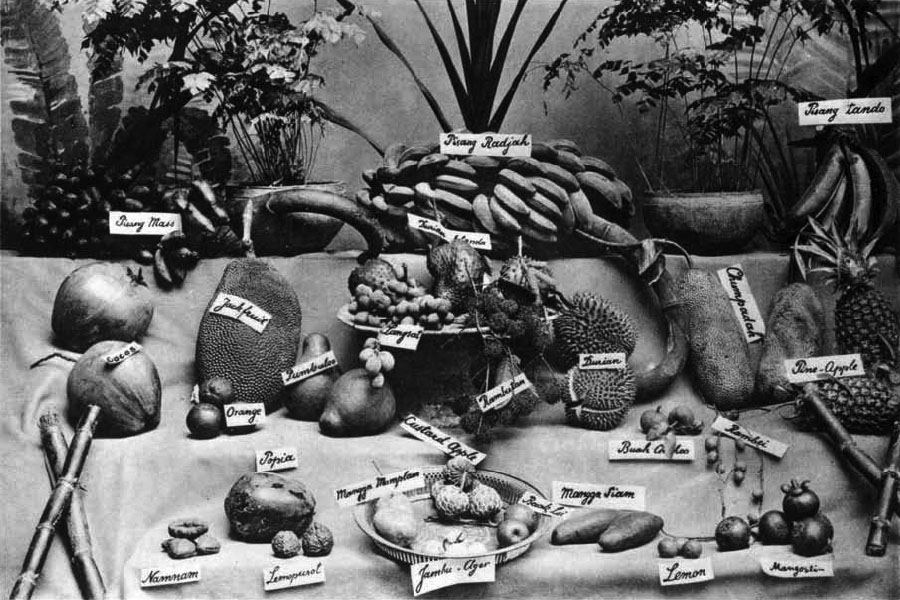
Ovoce dostupné v Singapuru, z knihy Photographic Views of Singapore, asi 1900

Gustav Richard Lambert (17. února 1846, Drážďany nebo Berlín – 23. května 1907, Radebeul; někdy Gustave; nebo také Richard Lambert) byl německý fotograf působící v Singapuru (zakladatel společnosti G. R. Lambert & Co.) a v Drážďanech. Na Dálném východu působil jako dvorní fotograf Siamského krále a během svého pozdějšího působení v Drážďanech byl uveden také v adresáři dvorních dodavatelů v Saském království.

## Životopis
Podle jednoho zdroje, Lambert přijel do Singapuru v roce 1875, kde si na Orchard Road otevřel fotoateliér G. R. Lambert & Co. Podle firemního inzerátu z roku 1917 však Lambertův ateliér existoval již od roku 1872. Lambert byl příbuzný s rodinou Lambertů, která v té době provozovala Singapore Carriage Works a stáje livrejí.
Australská národní galerie uvádí mírně odlišná data: pobyt v Singapuru 1867–1870, v Holandsku 1870–1877, v Singapuru 1877–1880, v Holandsku 1880–1882, Singapuru 1882–1886 a Německu od roku 1886 až do jeho smrti v roce 1907. Podle těchto informací byl Lambert naturalizován v Singapuru v roce 1886. Lambert založil svůj singapurský fotoateliér 10. dubna 1867 na adrese High Street čp. 1.
Lambert se oženil s Neeltje Lucretií Coenradinou Groeneveldovou a měl s ní dvě dcery a syna ( Fritz Lambert). Lambert žil soukromě ve vile na Hölderlinstraße 4 na drážďanském předměstí Radebeul, která je nyní památkově chráněným objektem, kde jeho syn později pracoval jako psychoterapeut.
Lambert byl pohřben na hřbitově Radebeul-Ost, stejně jako jeho manželka a později také jeho syn.

### G. R. Lambert & Co. na Dálném východě
Lambertovo fotografické studio inzerovalo stránku Orchard Road v singapurském adresáři pro Straits Settlements z roku 1878. V roce 1885 nebo 1886 Lambert předal vedení společnosti v Singapuru svému partnerovi Alexandru Kochovi a opustil Straits Settlements, aby se vrátil do Německa. Následujících dvacet let, až do roku 1905, vedl obchod Koch. V 90. letech 19. století bylo centrum společnosti v Gresham House na Battery Road, kde nyní stojí Straits Trading Building. Od roku 1905 vedl H., který přišel do Paříže z Reutlingeru Thomas Jensen obchody. V srpnu 1914, na začátku první světové války, Brit, který přišel z Lafayette v Londýně, H. Nugent Buckeridge (neznámé pohlaví) jako fotograf zodpovědný za studio na Orchard Road.
Pobočku v sultanátu Deli na Sumatře řídil H. Stafhell v polovině 80. let 19. století a pobočka existovala i v Kuala Lumpur. Bangkok studio vedl C. Frichas kolem roku 1895 a další bylo na Borneu. S těmito četnými pobočkami byl Lambert & Co. největším fotoateliérem na Malajském poloostrově. Kolem 3000 fotografií Dálného východu z doby před a po tomto přelomu století, od portrétů po krajinu, bylo vytvořeno prací Lambertových fotografů.
G. R. Lambert a spol. byli dvorními fotografy krále Siamu Chulalongkorna a sultána z Johoru. Známé snímky pocházejí také z federálních konferencí v letech 1896 a 1903 a z návštěvy guvernéra Sira Johna Andersona v Kelantanu v roce 1909.
Lambert a jeho fotografická studia z Dálného východu zaměstnávali četné, často německé fotografy, včetně
- 1885: C. Petersen, H. Schübert, slečna Besagoiti, T. A. (nebo J. A.) Rodrigues
- 1901: R Herbst, H. V. Katte, C. Warleberg, A. Beattie
- 1910: O. Schwemer (vedoucí studia), H. L. Coghlan, W. Ewald, S. Gauder, R. Matsunaga

V důsledku první světové války byla německá společnost, která byla až do konce vedena pod jménem Lambert, který zemřel v roce 1907, v roce 1919 rozpuštěna. Jeho možná přímý nástupce byl fotografický ateliér Empire Studio Ltd, aktivní od roku 1920 do roku 1929. na.

### Lambertův ateliér v Drážďanech
Lambertovo saské studio bylo na Seestrasse 21 v Drážďanech. Patřila mezi dodavatele u soudu akreditovaného v Sasku. Jako nástupce svého otce byl v roce 1907 jeho syn Fritz pod jménem Luis Frederic Lambert uveden také jako dvorní fotograf s adresou Seestraße 21. V roce 1909 se Lambert vzdal studia Seestrasse a žil jako fotograf v L. Friedrich Lambert na Bürgerwiese.

## Přijetí
Arnold Wright: „Lambert si vytvořil vysokou reputaci v umělecké portrétní fotografii. V krajinářské fotografii měl jednu z nejlepších sbírek na Dálném východě, celkem kolem tří tisíc námětů ze Siamu, Singapuru, Bornea, Malajska a Číny. Významný obchod probíhal s pohlednicemi, kterých se ročně prodalo asi čtvrt milionu. Po celou dobu udržoval dostatečnou zásobu amatérských fotoaparátů."
V roce 2010 se ve Filatelistickém muzeu v Singapuru konala výstava Lambertova díla s názvem The Originals of G. R. Lambert. Důvod ocenění: „První fotografie v Singapuru vytvořil Němec G. R. Lambert.“

## Galerie

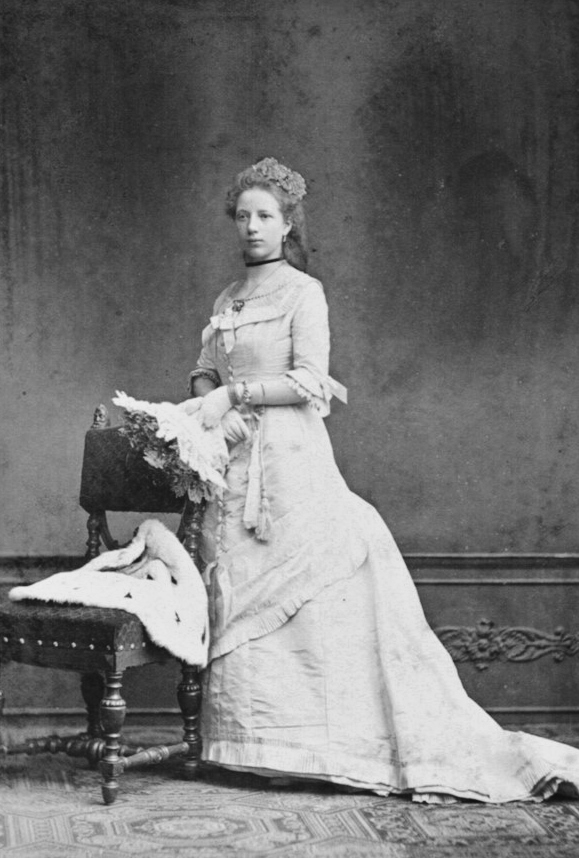
Studiový portrét, Drážďany
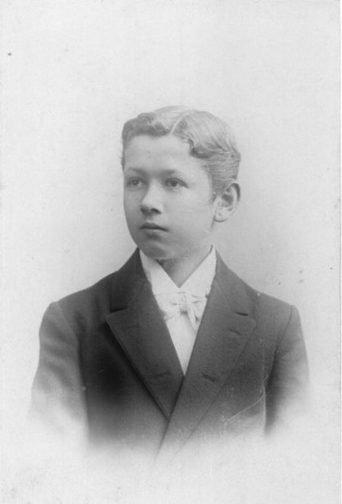
Studiový portrét, Drážďany
Malajská žena, Singapur, asi 1890
Portrét, Britské Borneo, asi 1890
Portrét dívky z kmene Dajaků, Singapur, asi 1890
Portrét ženy, Singapur, asi 1890
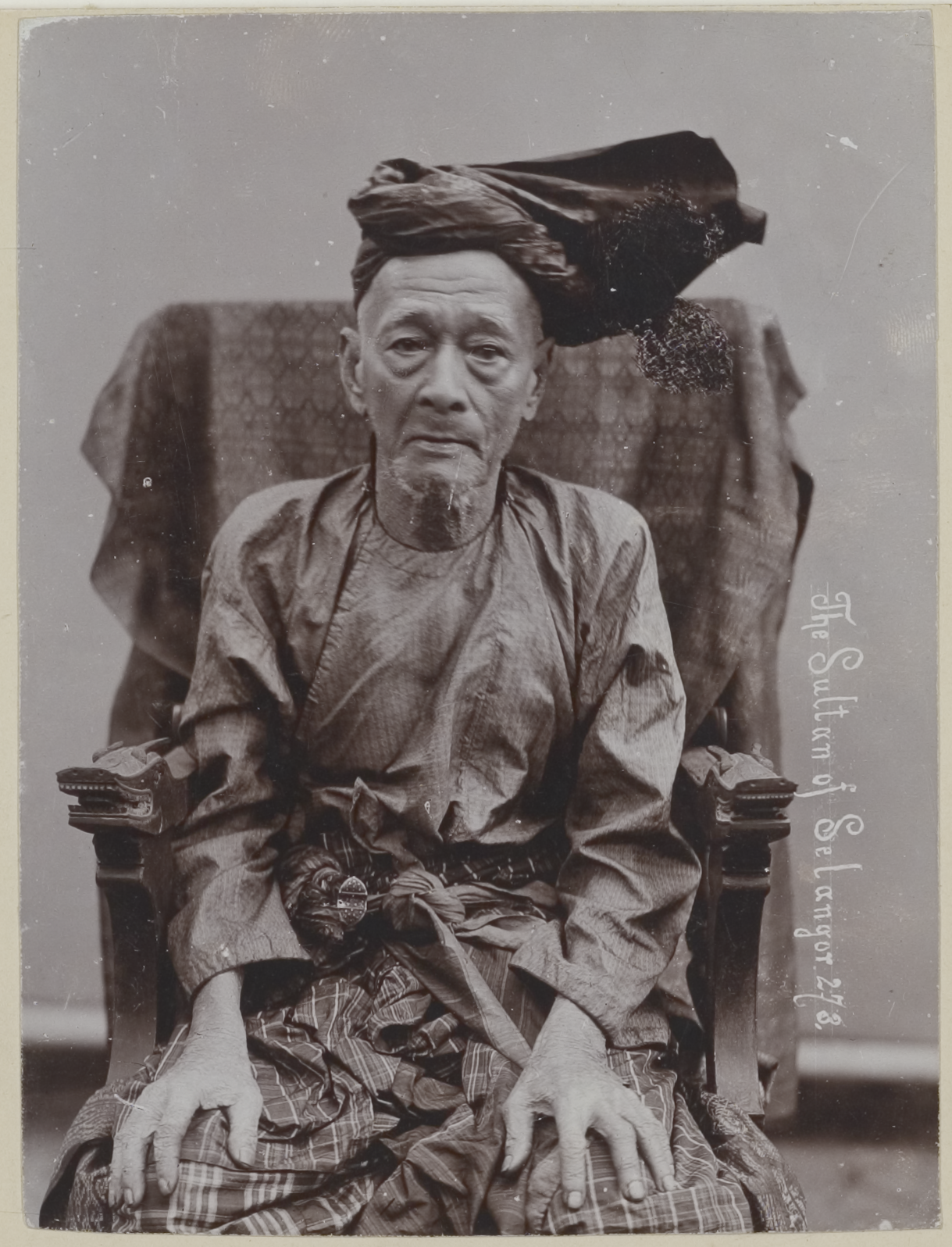
Portrét sultána, Singapur, asi 1890
Portrét sultána, Singapur, asi 1890